# Prodigy (rapper)
Albert Johnson, beter bekend als Prodigy (Hempstead, 2 november 1974 – Las Vegas, 20 juni 2017) was een rapper uit de Verenigde Staten. Hij vormde samen met rapper Havoc het rapduo Mobb Deep.

## Biografie

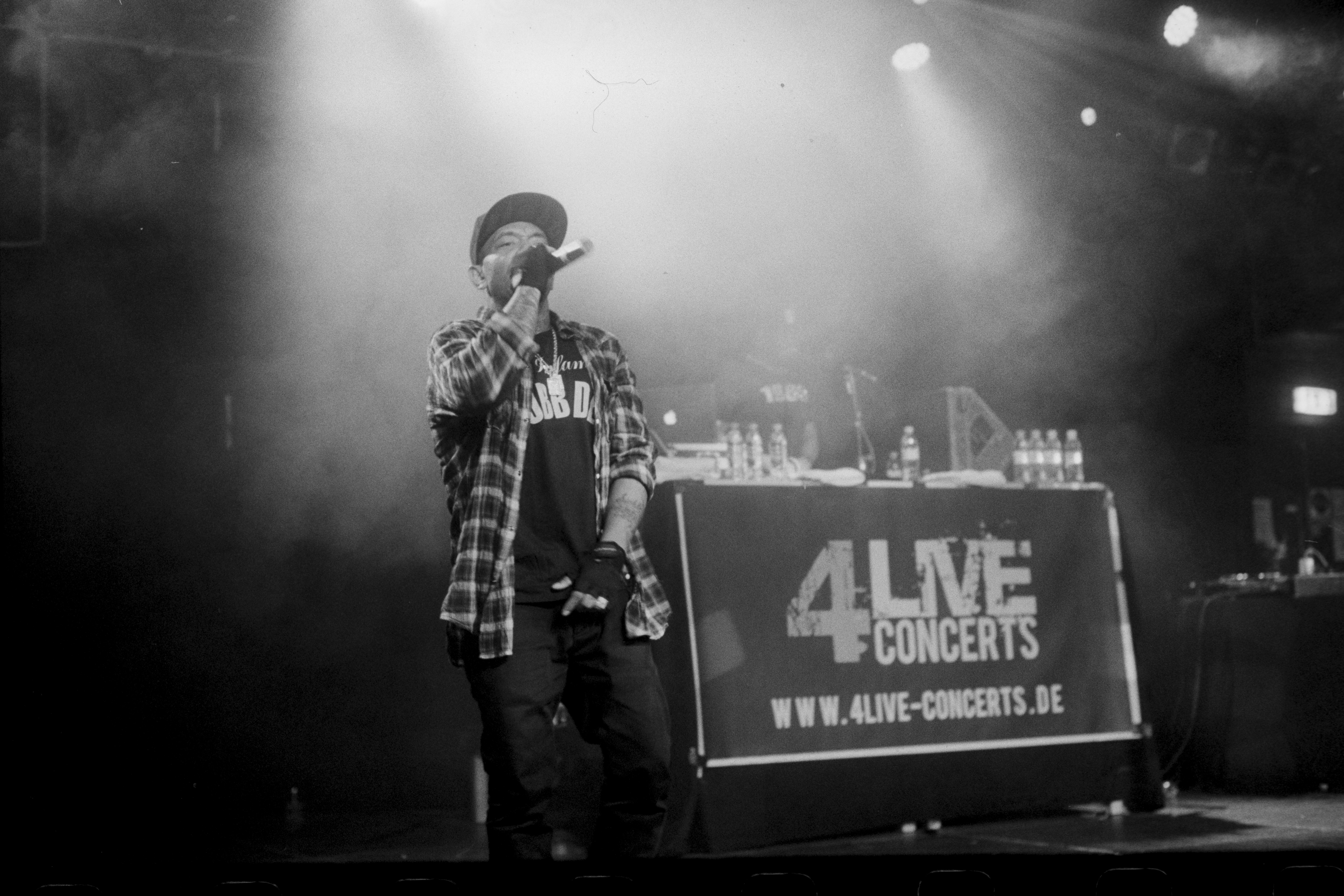
Prodigy in 2014

Hij werd geboren in Hempstead, een stad op het eiland Long Island, gelegen in New York. Prodigy wordt vaak gezien als de meest getalenteerde rapper van het rapduo Mobb Deep.
Prodigy stak, samen met Havoc, veel tijd in de albums van Mobb Deep, zoals The Infamous in 1995 en Hell on Earth in 1996. Rond 2000 bracht hij zijn eerste solo-album uit, genaamd H.N.I.C., onder Loud Records. Prodigy werkte samen met een aantal grote producers aan dit album, zoals The Alchemist en 'Rockwilder'.
De nummers van Mobb Deep lieten vooral de donkere kant en de realiteit van het straatleven zien. Hierdoor kregen zij veel respect van zowel critici als fans, maar kregen ze nooit de sterrenstatus als die van Jay-Z of DMX.
Prodigy had twee kinderen, T'Shaka, 21, en Tasia, 18. Hij was drager van de ziekte sikkelcelanemie.

### Mobb Deep
Prodigy en Havoc hebben elkaar ontmoet op de High School of Art and Design in Manhattan (New York). Ze woonden destijds beiden in Queens (een stadsdeel van New York) en deelden een passie voor hiphop. Het duo bracht hun debuutalbum uit in 1993, getiteld Juvenile Hill, onder het 4th & B'way label. Het album was niet echt succesvol, zowel qua verkoopcijfers als qua inhoud, maar het zorgde wel voor een start van hun carrière. Het duo had op dit album niet alleen hun eigen beats geproduceerd, maar ook een eigen stijl ontwikkeld: een harde maar poëtische weergave van de realiteit, het straatleven, in hun omgeving. Door deze eerlijke en reële teksten en complimenteuze zwaarmoedige beats kregen zij een contract onder het net beginnende Sony-label, Loud Records / Columbia Records / Sony BMG in 1995. Dit resulteerde in hun eerste grote album: The Infamous.

### Mobb Deeps doorbraak
Na een grotendeels genegeerd debuut genaamd Juvenile Hell kwam Mobb Deep ijzersterk terug met hun 2de album, de 1995 klassieker The Infamous, de hoofdsingle van dit album "Shook Ones, Pt. II" wordt door velen gezien als een van de beste rapnummers aller tijden. Een jaar later, in 1996, brachten Prodigy en Havoc het album Hell on Earth uit. Het album kwam binnen op nummer 6 in de SoundScan-lijsten en wordt gezien als een goed vervolg op The infamous, sommige rapliefhebbers verkiezen Hell on Earth zelfs boven The Infamous omdat het enigszins meer cinematisch is, hoewel The Infamous veel meer heeft betekend voor het genre.
Na dit succes brachten de twee rappers het album Murda Muzik uit. Demo-versies van dit album waren al op het internet uitgelekt terwijl het duo nog bezig was met produceren. De eerste versies van de bijna 30 geproduceerde nummers voor dit album waren op straat en op het internet in groten getale te vinden. Het album kwam een paar maanden later binnen op de derde plaats in Billboard-hitlijsten. Het album werd al snel platinum, mede dankzij het nummer Quiet Storm, Een nummer dat nog steeds de bekende Mobb Deep-stijl had, maar ook tekst had die dieper en persoonlijker was dan het meeste wat Mobb Deep voorheen presenteerde.

### Soloalbum
Prodigy begon hierna aan een soloalbum. In 2000 bracht hij het langverwachte album uit, getiteld H.N.I.C. (Head Nigga In Charge). Hij kreeg hierbij hulp van producers als The Alchemist en Rockwilder. Havoc verscheen op twee nummers van het album. Prodigy produceerde zelf een aantal nummers van het album. De stijl van het album week niet ver af van de bekende Mobb Deep-stijl. In maart 2008 is zijn derde soloalbum "H.N.I.C. Pt. 2" uitgekomen.

### Jive Records
Het laatste Mobb Deep album onder het platenlabel Loud, getiteld Infamy, was een teleurstelling, zowel lyrisch als muzikaal. Kort daarna werd Loud Records geschrapt door hun nieuwe distributeur.
Mobb Deep tekende bij Jive, wat hun eigen platenlabel opleverde, Infamous Records. Hieronder brachten ze het album Amerika'z Nightmare uit, met producties van The Alchemist en Lil' Jon. Het album kreeg niet veel aandacht, ondanks een succesvolle single. Prodigy en Havoc waren niet tevreden met hun nieuwe label, welke het duo liet gaan op hun verzoek.

### G-Unit Records
Het duo verdween een tijdje naar de achtergrond, maar kwam groot terug in 2006, door bij 50 Cent's label, G-Unit Records, te tekenen. Het groots aangekondigde album Blood Money was financieel een flop, vergeleken met andere artiesten van het label als 50 Cent, Young Buck en Lloyd Banks. Sommigen beweerden dat het duo bij G-Unit Records was gegaan vanwege het grote geld omdat hun beats en teksten enorm afweken van de bekende Mobb Deep-stijl, waar het duo groot mee werd. Beide rappers kregen een gloednieuwe Porsche door te tekenen bij G-Unit Records.
Prodigy's teksten worden vaak geciteerd en gebruikt door andere rappers in hun nummers. Een aantal voorbeelden van dergelijke nummers:
- Common - The 6th Sense
- Fat Joe - The Crack Attack
- Jay-Z - D'Evils
- Rakim - The Saga Begins
- Xzibit - Eyes May Shine

Prodigy werkte aan zijn tweede soloalbum, H.N.I.C. Part 2. Het album lijkt weer terug te gaan naar de oude stijl van Mobb Deep waar het duo bekend mee werd.
Op 9 oktober 2007 bekende Prodigy dat het eerder gevonden vuurwapen in zijn wagen van hem was. Dit was de derde keer dat Prodigy schuldig werd bevonden aan illegaal wapenbezit. Er stond een straf tegenover van vijftien jaar, wat ondertussen door onderhandelingen verlaagd is naar drie en een half jaar. Prodigy bleef er echter bij dat de politie zijn wagen niet had mogen onderzoeken, omdat hij alleen een verkeersovertreding maakte.

### Overlijden
Het weekend voor zijn dood trad hij op in Las Vegas tijdens The Art of Rap samen met Ghostface Killah, Onyx, KRS-One, Ice-T. Enkele dagen voor zijn overlijden was Prodigy opgenomen in een ziekenhuis in Las Vegas wegens complicaties ten gevolge van zijn sikkelcelanemie. Op 20 juni 2017 overleed hij in dat ziekenhuis op 42-jarige leeftijd. Hoewel een enkele bron beweerde dat hij daar gestikt zou zijn in een ei, was dit kort na zijn overlijden niet bevestigd door officiële bronnen. Evenmin konden zij op dat moment bevestigen of zijn aandoening of de aanleiding van zijn ziekenhuisopname verband hielden met zijn dood.
Ongeveer zes weken later, op 3 augustus 2017, werd door The Clark County Office of the Coroner/Medical Examiner officieel bekendgemaakt dat verstikking (accidental choking) in een ei – dat hij nuttigde tijdens zijn verblijf in het ziekenhuis in Las Vegas – de oorzaak van Johnsons overlijden was.

## Discografie

### Albums
| Album informatie |
| --- |
| H.N.I.C. - Uitgebracht: 14 november 2000 - Verkochte exemplaren in de V.S.: 700,000+ - RIAA-certificatie: Gold - Singles: "Keep It Thoro", "Rock Dat", "Y.B.E."                             |
| Return of the Mac - Uitgebracht: 27 maart 2007 - Verkochte exemplaren in de V.S.: 127,000 - RIAA-certificatie: - Billboard hitlijstnotering: #32 - Singles: "Mac 10 Handle", "Stuck On You" |
| H.N.I.C. Pt. 2 - Uitgebracht: 22 maart 2008 - Verkochte exemplaren in de V.S.: - RIAA-certificatie: - Singles: "ABC", "The Life"                                                            |

### Singles
- "Mac 10 Handle" (2006)
- "New York Shit" (2006)
- "Stuck To You" (2007)
- "7th Heaven" (2007)
- "ABC" (2007)
- "The Life" (2008)